# 케리 노드
케리 노드(영어: Cary Nord)는 미국의 만화가이다.